# Jan z Dukli
Jan z Dukli (ur. ok. 1414 w Dukli, zm. 29 września 1484 we Lwowie) – polski święty katolicki, pustelnik, prezbiter, franciszkanin konwentualny, pod koniec życia w surowszej gałęzi zakonu: bernardynach.

## Życiorys
Urodził się około 1414 roku w Dukli. Późniejsza tradycja przypisała mu pochodzenie z rodziny Dźwigów, lecz nie ma na to historycznych dowodów. Jego dom rodzinny mieścił się przy ulicy Kaczyniec, na dawnym Przedmieściu Wyższym (tzw. Starej Dukli). W młodości odebrał podstawowe wykształcenie, jednak nie wiadomo czy chodził do szkoły w Dukli, czy w Krośnie. Według tradycji miał odbyć studia na Akademii Krakowskiej, lecz na to również nie ma przekonujących dowodów. Także tradycja przypisuje Janowi mieszkanie w eremach w grocie Zaśpit nad Jasiołką oraz na górze Cergowej, co historycy bernardyńscy uważają za legendę.
Około 1434 roku wstąpił do franciszkanów konwentualnych. Roczny nowicjat odbył najprawdopodobniej w Krośnie, a następnie złożył profesję wieczystą. Rozpoczął studia z zakresu trivium i przyjął święcenia kapłańskie. W konwentach w Krośnie i we Lwowie sprawował urząd gwardiana. W latach 1443–1461 pełnił funkcję kustosza kustodii ruskiej we Lwowie. W 1463 roku, podczas wizytacji prowincjała Mikołaja Stryczka w lwowskim klasztorze, Jan poprosił o możliwość przejścia do obserwantów, podlegających pod prowincję bernardynów. Myśląc, że chodzi o wizytację Mikołaj wyraził zgodę, a ponieważ miało to miejsce przy wielu świadkach, franciszkanie konwentualni zrezygnowali z namawiania Jana do powrotu. W kościele św. Andrzeja skupił się na rozwoju duchowym, zachowując regułę św. Franciszka. W 1472 roku udał się do Poznania na kapitułę zakonu. W klasztorze lwowskim nie pełnił żadnych funkcji kierowniczych, a jedynie spowiednika i kaznodziei. W późniejszym czasie zachorował na owrzodzenie nóg i stracił wzrok. Zmarł 29 września 1484 roku we Lwowie.

## Jan z Dukli w literaturze

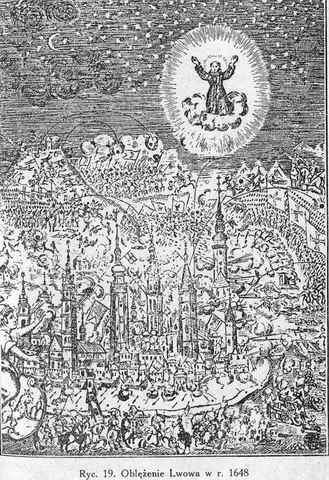
Stara grafika przedstawiająca cudowne ocalenie Lwowa przez Jana z Dukli w 1648 roku

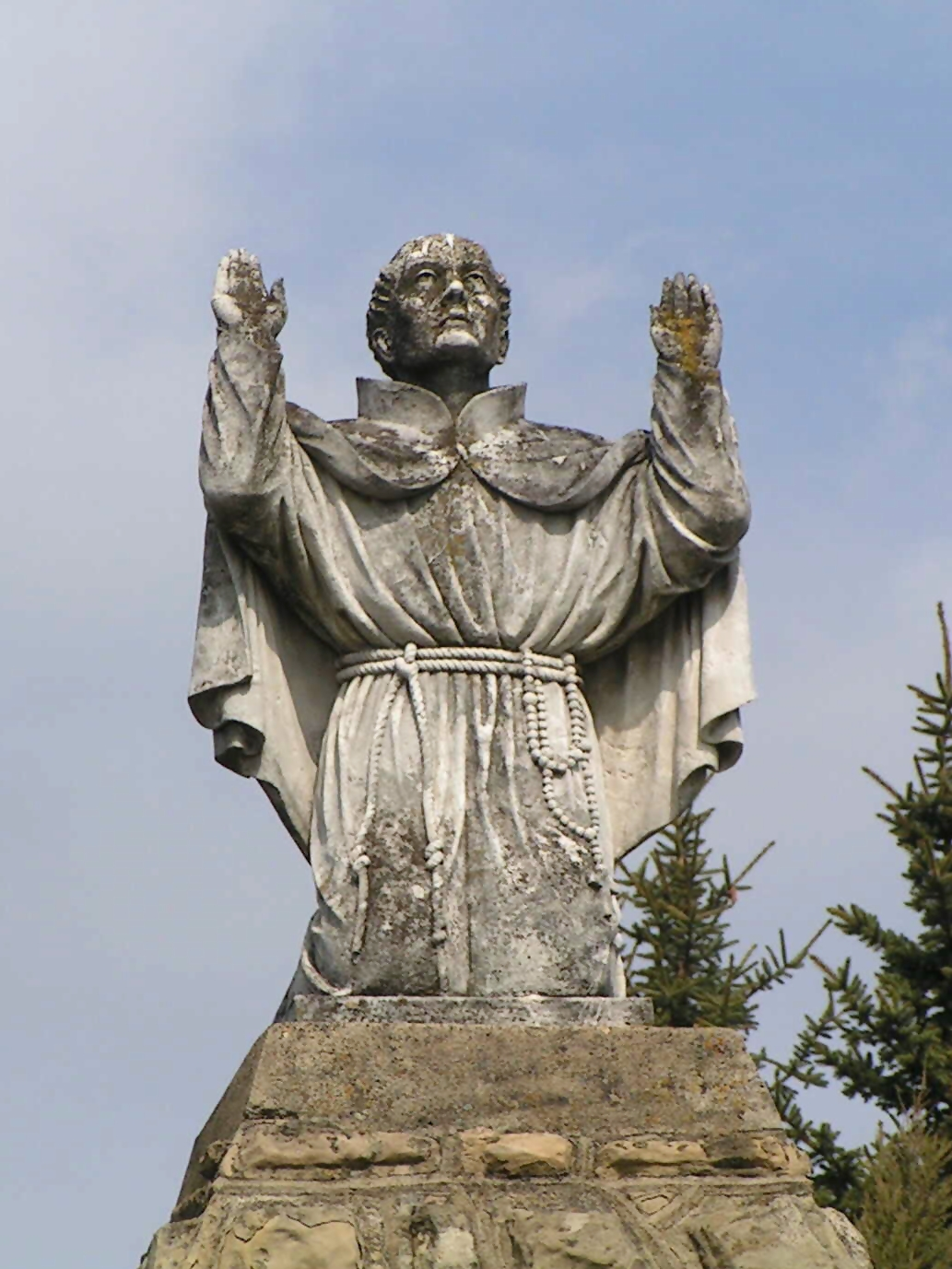
Figura św. Jana z Dukli w Dukli przed kościołem Ojców Bernardynów w Dukli

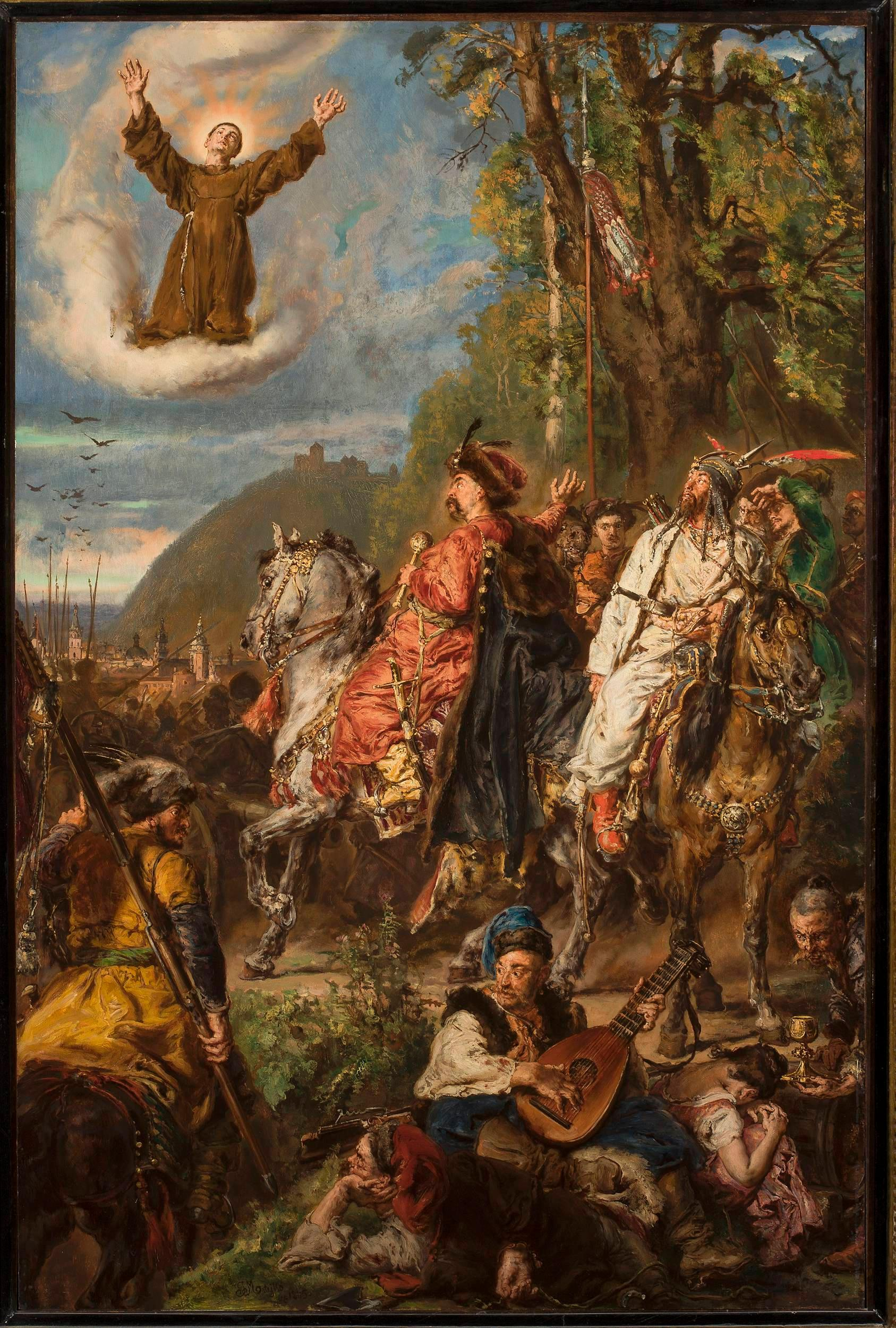
Jan Matejko, Bohdan Chmielnicki i Tuhaj-bej pod Lwowem, obraz Jana Matejki (na obłoku unosi się święty Jan z Dukli), 1885

Wg relacji zawartej w szkicu historycznym „Oblężenie Lwowa w roku 1648” znanego XIX-wiecznego historyka lwowskiego Ludwika Kubali, św. Jan z Dukli przyczynił się do ocalenia Lwowa. 

Ten niespodziewany odwrót nieprzyjaciela, a z nim ocalenie miasta, przypisywano cudowi i opowiadano, że Chmielnicki i Tuchajbej ujrzeli w chmurach wieczornych nad klasztorem Bernardynów postać zakonnika klęczącego z wzniesionymi rękami i widokiem tym przestraszeni dali znak do odwrotu. OO. Bernardyni uznali, że to był błogosławiony Jan z Dukli; to też po opuszczeniu Lwowa przez kozaków, całe miasto udało się do grobu jego z procesyją, złożyło na jego grobie koronę, a w następnym roku wystawiło przed kościołem Bernardynów kolumnę, która do dziś dnia istnieje. Na szczycie tejże znajduje się postać Jana z Dukli w takiej postawie, jak go wówczas w chmurach widziano, a w środku kolumny napis: Miasto Lwów za przyczyną Jana z Dukli 1648 cudownie uwolnione od oblężenia Bohdana Chmielnickiego i Tuhaja Beja, chana tatarskiego, pomnik ten wystawiło 1649

## Kult
Po śmierci Jana od razu otoczyła go cześć wiernych. W pierwszym okresie kult rozwijał się samorzutnie i już w XVI w. był większy niż niejednego świętego kanonizowanego. Urzędowe starania o beatyfikację rozpoczęte w 1615 r. znacznie ten proces przyspieszyły. Najbardziej czczonym był we Lwowie, gdzie spoczywały jego relikwie. Wśród ubiegających się o jego łaski najwięcej było ludności miejskiej z miast wschodniej Małopolski, Wołynia i Podola, od Lublina po Trembowlę, Sambor i Drohobycz. Licznie odwiedzali jego grób prawosławni Rusini i Ormianie. Rozpowszechniony był kult Jana z Dukli wśród żołnierzy, zwłaszcza na terenach Ukrainy. Mniej popularnym był jego kult wśród szlachty i ludu wiejskiego.
W 1733 roku papież Klemens XII ogłosił Jana z Dukli błogosławionym. Od 1957 roku toczył się proces kanonizacyjny, który zakończył się kanonizacją, dokonaną przez Jana Pawła II w Krośnie 10 czerwca 1997 roku. Po uroczystej mszy na lotnisku w Krośnie papież poświęcił świątynię nazwaną imieniem tego świętego.
Św. Jan z Dukli na mocy uchwały Sejmu RP został ogłoszony jednym z patronów roku 2014.
Patronat
W 1739 r. papież Klemens XII ogłosił bł. Jana patronem Korony i Litwy. Św. Jan jest także patronem archidiecezji przemyskiej, Lwowa i rycerstwa polskiego.
Patronuje również Centrum Onkologii Ziemi Lubelskiej.
Relikwie
Od 1945 r. jego relikwie spoczywały w kościele bernardynów w Rzeszowie, a od 1974 r. są w kościele oo. Bernardynów w Dukli.
Ikonografia
W ikonografii przedstawiany jest jako niewidomy, w habicie franciszkańskim, padają na niego promienie światła. Czczony także przez Ormian i wyznawców prawosławia.
Dzień obchodów
Wspomnienie liturgiczne (obowiązkowe) św. Jana z Dukli obchodzone jest w Kościele katolickim 8 lipca, a na Pustelni św. Jana – na „Puszczy” – w miejscowości Trzciana, obchody przypadają w pierwszą sobotę lipca, w Sanktuarium dukielskim u Bernardynów, gdzie znajduje się jego trumienka, w niedzielę po pierwszej sobocie lipca, zaś przy „Złotej Studzience” z błogosławieństwem dzieci, na górze Cergowej w trzecią niedzielę lipca.